# Sujit Choudhry
Sujit Choudhry, née en 1970 à Delhi, est un professeur et avocat canadien. 
Il est mieux connu en tant que Directeur du Center for Constitutional Transitions et la première personne d'origine indienne nommé doyen d'une des meilleures facultés de droit américaines.

## Biographie
Choudhry a étudié à l'Université McGill, où il a obtenu un baccalauréat en sciences. Par la suite, il est diplômé en droit de l'université d'Oxford, de l'Université de Toronto et de la Harvard Law School Il a intégré le corps professoral de l'Université de Toronto en 1999 et a obtenu sa titularisation en 2004. Choudhry a été membre du comité consultatif « Governing Toronto » et a appuyé le mouvement pour permettre le mariage entre personnes de même sexe au Canada.
En 2011, la faculté de droit de l'université de New York a nommé Choudhry titulaire de la chaire Cecelia-Goetz,. 
Il a été nommé doyen et le premier titulaire de la chaire I.-Michael-Heyman à la faculté de droit de l'University of California, Berkeley en 2014,. Choudhry a participé en novembre 2017 à une réunion tenue par l'ONU à Genève sur la justice transitionnelle. Il a été un des auteurs d'un rapport présenté aux experts constitutionnels ukrainiens à Kiev.